# Noriaki Fujimoto
Noriaki Fujimoto (jap. 藤本 憲明, Fujimoto Noriaki; * 19. August 1989 in Tondabayashi, Präfektur Osaka) ist ein japanischer Fußballspieler.

## Karriere
Noriaki Fujimoto erlernte das Fußballspielen in der Schulmannschaft der Aomori Yamada High School sowie in der Universitätsmannschaft der Kinki-Universität. Seinen ersten Vertrag unterschrieb er 2012 bei SP Kyōto FC. Der Verein aus Mukō, einer Stadt im Norden der Präfektur Kyōto, spielte in der Japan Football League. Für den Club absolvierte er 93 Spiele und schoss dabei 23 Tore. 2016 wechselte er zum Drittligisten Kagoshima United FC nach Kagoshima. 2016 und 2017 wurde er Torschützenkönig der J3. Nach 57 Drittligaspielen und 39 Toren unterschrieb er 2018 einen Vertrag beim Zweitligisten Ōita Trinita aus Ōita. Im ersten Jahr wurde er mit dem Club Vizemeister und stieg in die erste Liga auf. Bis August 2019 stand er 47-mal für Ōita auf dem Spielfeld. Im August 2019 nahm ihn der Ligakonkurrent Vissel Kōbe aus Kōbe unter Vertrag. Mit Kōbe gewann er 2019 den Kaiserpokal, wo man im Finale die Kashima Antlers mit 2:0 bezwang und er einen Treffer erzielte. Ein Jahr später kam er auch zu sechs Partien in der AFC Champions League für den Verein. Die Saison 2021 wurde er dann an den Ligarivalen Shimizu S-Pulse verliehen und nach einem weiteren Jahr in Kōbe wechselte Fujimoto im Januar 2023 wieder fest zu seinem ehemaligen Verein, dem Drittligisten Kagoshima United FC. Am Ende der Saison 2023 wurde er mit Kagoshima Vizemeister und stieg somit in die zweite Liga auf. Am Ende der Saison 2024 belegte er mit Kagoshima den 19. Tabellenplatz und musste somit in die dritte Liga absteigen. Nach dem Abstieg verließ er den Verein und schloss sich im Januar 2025 dem Viertligisten Iwate Grulla Morioka an.

## Erfolge
Vissel Kōbe
- Japanischer Pokalsieger: 2019

Kagoshima United FC
- Japanischer Drittligavizemeister: 2023  ▲

## Auszeichnungen
- Torschützenkönig der J3 League: 2016 (15 Tore), 2017 (24 Tore)